# ビートル (コミック)
ビートル（Beetle）は、マーベル・コミックの世界に登場するキャラクター。または、5人の別々のキャラクターによって使用されるハイテクアーマーの3つのバージョンの名前。

## 出版史
ビートル・アーマーの最初のバージョンはエイブナー・ロナルド・ジェンキンスの創造物として、『Strange Tales』#123（1964年8月）でデビューした。このバージョンは、性質が名前に最も関連したアーマーである第2バージョンに切り替わる前の数年間だけ使用された。エイブナー・ジェンキンスの分身がMACH-1に変わる『サンダーボルツ』#1（1997年4月）までこのバージョンは使用中だった。
ビートルのアーマーの新しいバージョンは『サンダーボルツ』#35(2000年2月)でデビューした。このバージョンは、ウォーキングタンクに類似していて、ジェンキンスと2代目ビートルであるレイラ・デイヴィスによって使用される。このバージョンはグラビトンによって破られ、着ていたデイヴィスは死亡した。
レイラ・デイヴィスの死後、ビートルのアーマーは『Thunderbolts』#103（2006年8月）で3つのバージョンすべてが3人の大学生によって盗まれるまで未使用であった。いつ、どのように、アーマーの第3バージョンが創られたかは明らかにされなかった。また、このキャラクターの個人名も明らかにされなかった。

## 経歴

### エイブナー・ジェンキンス
元技術者のエイブナー・ロナルド・ジェンキンズは、冒険家として人生を追求し、ビートルの名の下で富と名声を得ようとした。ファンタスティック・フォーによって挫折させられ、彼は犯罪人生を歩み始めた。数年後に彼は改心して、サンダーボルトと呼ばれるグループに加入した。

### レイラ・デイヴィス
レイラはスーパーヴィランのリンジャーの妻で、彼が死んだあとにビートルのアーマーを手に入れて活動を開始した。彼女がまだアーマーを着ているときにグラビトンによって押しつぶされ、死亡した。

### 3体のビートル・スーツ
マーベルのシビル・ウォーの間、3人の大学生がビートルのアーマーの以前のものを盗んだ。最初のバージョンを操っている人は、ジョアキムと呼ばれ、第2バージョンの人は女性であることが明らかにされた。『サンダーボルト』での彼らの以降の出演ついて明らかにされず、どんな個々のコードネームもそれらに与えられなかった。「Guardian Protocols」のストーリーラインで、彼らはバロン・ゼモによって、多数のスーパーヴィランから構成された拡大したサンダーボルトチームのメンバーとして、ダラス市をグランドマスターによる計画から守る。バロン・ゼモを蘇らせるのを試みるとき、オーバーマインドがWellspring（グランドマスターが使用している動力源）をフルパワーで使うと、シドニーとダラスの守護者たちは3人のビートルと共にオーバランする。
2007年に、3人のビートルが漫画『Avengers: Initiative』#1のカバーで現れる142人の登録されたスーパーヒーローの中で特定された。

## 他のコミックでの使用
ビートルという名前はマーベルUKインプリントから発行されている「Jaspers' Warp」というストーリー展開において、S.T.R.I.K.E.という超人抑制分隊によって使用された 。
ビートルのアルティメット・マーベルバージョンは『Ultimate Spider-Man』#124でデビューする。スパイダーマンは、最初に、彼がRoxxonの会社からヴェノム・シンビオートのサンプルを奪っていることを理解する。小競り合いの後に、ニック・フューリーは、S.H.I.E.L.D.の調査にかかわらないようにピーター・パーカーに言い渡す。ビートルはヴェノムが抑制されているビルに侵入し、そして、ヴェノムは彼の後を追う。ビートルに追いつくと、ヴェノムはスパイダーマンに攻撃される。ヴェノムが触手でBビートルを捕まえるとき、スパイダーマンは、逃げるビートルを助けた。エディ・ブロックが再びヴェノムになった後、ビートルは彼を捕らえてラトベリアに輸送する。

## 他のメディア
ビートルはコミック以外でも頻繁な出演をする。

### テレビ
- 『スパイダーマン&アメイジング・フレンズ』では、クリス・ラッタが声を担当。吹き替えでは斎藤志郎を担当した。ビートルはパワーを高めるために、トニー・スタークによって発明されたパワーブースターと犯罪検出コンピュータを盗んだ。彼は、スパイダーフレンズがそのオリジンエピソードで一緒に直面していた最初のスーパーヴィランだった。
- ビートルは1990年代の半ばのアイアンマンのアニメシリーズの「アーマーウォーズ」のエピソードで簡易出演を果たした。彼は同名バンドを喚起するリバプーリアン・アクセントで、ジョン・ライリーによって声を担当。
- テレビアニメ『アルティメット・スパイダーマン』の「エムジェイの面接日」にて初登場した。スティーヴン・ブルームが声を担当した。

### ゲーム
- ビートルは、アニメのシリーズに原作としたスーパーファミコンとメガドライブのゲームの両方に登場する。
- ビートルは1995年に日本で発売されたスーパーファミコンのゲーム『スパイダーマン リーサルフォーズ』で最初のボスを務めた。
- ビートルはプレイステーションの『Spider-Man』の続編『Spider-Man 2: Enter Electro』で小さな役割を務めた。彼は、カットされた場面に現れただけであり、ボスキャラクターとして現れなかった。
- アルティメット・スパイダーマンのゲームでは、ビートル（声：タッカー・スモールウッド）は彼のアルティメットシリーズデビューとなり、Latveriansの手先となり、彼らがスーパーソルジャーの遺伝子を組み換えるために「スーパーヒューマン」から遺伝情報を集める。彼がゲームでした顕著な行動は、砂（アルティメット・サンドマンと繋がりがあることを意味する）の小びんを盗み、ノーマン・オズボーン（別名グリーン・ゴブリン）を自由したことである。彼はまた、グリーンゴブリンを解放したすぐ後にスパイダーマンと戦ったが、近くのLatverian大使館に隠れることによって逃げた。ゲームの特別版のコンセプチュアルアートは、ドクター・ドゥームにサンドマンの小びんを与えているビートルを示す。ビートルは後にヴェノム・シンビオートのサンプルを得るために送られる。ヴェノムは結局、ビートルを追いかけて倒す。